# Campionati mondiali di nuoto in vasca corta 2022 - 50 metri farfalla femminili
La gara dei 50 metri farfalla femminili dei campionati mondiali di nuoto in vasca corta 2022 si è svolta il 13 e 14 dicembre 2022. Al mattino del 13 dicembre si sono svolte le batterie e nella serata le semifinali, mentre la finale si è disputata nella serata del 14 dicembre.

## Podio
| Pos.   | Atleta           | Nazione     |
| ------ | ---------------- | ----------- |
| Oro    | Torri Huske      | Stati Uniti |
| Oro    | Margaret MacNeil | Canada      |
| Bronzo | Zhang Yufei      | Cina        |

## Record
Prima della manifestazione il record del mondo (RM) e il record dei campionati (RC) erano i seguenti.
|  | 24"38 | Therese Alshammar   | 22 novembre 2009 Singapore |
|  | 24"44 | Ranomi Kromowidjojo | 19 dicembre 2021 Abu Dhabi |

Durante la competizione non sono stati migliorati record.

## Risultati

### Batterie
| Pos. | Batteria | Corsia | Atleta             | Nazionalità         | Tempo       | Note |
| ---- | -------- | ------ | ------------------ | ------------------- | ----------- | ---- |
| 1    | 6        | 5      | Zhang Yufei        | Cina                | 24"75       | Q    |
| 2    | 5        | 5      | Mélanie Henique    | Francia             | 24"88       | Q    |
| 3    | 4        | 6      | Sara Junevik       | Svezia              | 25"04       | Q    |
| 4    | 4        | 4      | Torri Huske        | Stati Uniti         | 25"11       | Q    |
| 5    | 5        | 4      | Margaret MacNeil   | Canada              | 25"13       | Q    |
| 6    | 6        | 2      | Wang Yichun        | Cina                | 25"28       | Q    |
| 7    | 4        | 3      | Béryl Gastaldello  | Francia             | 25"30       | Q    |
| 8    | 5        | 3      | Ai Soma            | Giappone            | 25"32       | Q    |
| 8    | 6        | 3      | Silvia Di Pietro   | Italia              | 25"32       | Q    |
| 10   | 4        | 5      | Maaike de Waard    | Paesi Bassi         | 25"40       | Q    |
| 11   | 6        | 4      | Claire Curzan      | Stati Uniti         | 25"43       | Q    |
| 12   | 6        | 6      | Moe Tsuda          | Giappone            | 25"47       | Q    |
| 13   | 6        | 7      | Katerine Savard    | Canada              | 25"50       | Q    |
| 14   | 5        | 6      | Julie Kepp Jensen  | Danimarca           | 25"51       | Q    |
| 15   | 5        | 2      | Helena Gasson      | Nuova Zelanda       | 25"63       | Q    |
| 16   | 4        | 2      | Alexandria Perkins | Australia           | 25"65       | Q    |
| 17   | 5        | 7      | Jenjira Srisaard   | Thailandia          | 25"85       |      |
| 17   | 6        | 1      | Angelina Köhler    | Germania            | 25"85       |      |
| 17   | 6        | 8      | Neža Klančar       | Slovenia            | 25"85       |      |
| 20   | 3        | 4      | Anicka Delgado     | Ecuador             | 26"04       |      |
| 21   | 5        | 1      | Barbora Seemanová  | Rep. Ceca           | 26"09       | =    |
| 22   | 4        | 1      | Sirena Rowe        | Colombia            | 26"12       |      |
| 23   | 5        | 8      | Lillian Slušná     | Slovacchia          | 26"30       |      |
| 24   | 3        | 6      | Jillian Crooks     | Isole Cayman        | 26"40       |      |
| 25   | 3        | 5      | Huang Mei-chien    | Taipei cinese       | 26"47       |      |
| 26   | 4        | 7      | Giovanna Diamante  | Brasile             | 26"48       |      |
| 27   | 4        | 8      | Chan Kin Lok       | Hong Kong           | 27"08       |      |
| 28   | 3        | 3      | Olivia Borg        | Samoa               | 27"09       |      |
| 29   | 3        | 2      | Imara-Bella Thorpe | Federazione sospesa | 27"38       |      |
| 30   | 3        | 1      | Tara Naluwoza      | Uganda              | 27"71       |      |
| 31   | 3        | 7      | Rhaniska Gibbs     | Bahamas             | 28"07       |      |
| 32   | 3        | 8      | Emily Visagie      | Sudafrica           | 28"39       |      |
| 33   | 2        | 4      | Nubia Adjei        | Ghana               | 29"11       |      |
| 34   | 1        | 4      | Cassandre Zenon    | Camerun             | 29"32       |      |
| 35   | 2        | 3      | Georgia-Leigh Vele | Papua Nuova Guinea  | 29"81       |      |
| 36   | 2        | 6      | Taffi Illis        | Sint Maarten        | 31"16       |      |
| 37   | 2        | 2      | Kestra Kihleng     | Micronesia          | 31"25       |      |
| 38   | 1        | 3      | Rachel Sanders     | Gibilterra          | 31"29       |      |
| 39   | 1        | 6      | Rosha Neupane      | Nepal               | 31"95       |      |
| 40   | 2        | 7      | Jessica Makwenda   | Malawi              | 35"18       |      |
| 41   | 2        | 1      | Galyah Mikel       | Palau               | 36"90       |      |
| 42   | 2        | 8      | Marie Amenou       | Togo                | 43"54       |      |
| DNS  | 1        | 2      | María Castillo     | Panama              | Non partita |      |
| DNS  | 1        | 5      | Yaba Kamara        | Sierra Leone        | Non partita |      |
| DNS  | 2        | 5      | Rosemarie Rova     | Figi                | Non partita |      |

### Semifinali
| Pos. | Batteria | Corsia | Atleta             | Nazionalità   | Tempo | Note |
| ---- | -------- | ------ | ------------------ | ------------- | ----- | ---- |
| 1    | 2        | 3      | Margaret MacNeil   | Canada        | 24"78 | Q    |
| 2    | 2        | 4      | Zhang Yufei        | Cina          | 24"79 | Q    |
| 3    | 1        | 5      | Torri Huske        | Stati Uniti   | 24"86 | Q    |
| 4    | 1        | 2      | Maaike de Waard    | Paesi Bassi   | 24"92 | Q    |
| 4    | 1        | 4      | Mélanie Henique    | Francia       | 24"92 | Q    |
| 6    | 2        | 7      | Claire Curzan      | Stati Uniti   | 24"96 | Q    |
| 7    | 2        | 6      | Béryl Gastaldello  | Francia       | 25"06 | Q    |
| 8    | 2        | 5      | Sara Junevik       | Svezia        | 25"13 | Q    |
| 9    | 1        | 3      | Wang Yichun        | Cina          | 25"14 |      |
| 10   | 1        | 6      | Ai Soma            | Giappone      | 25"36 |      |
| 11   | 2        | 8      | Helena Gasson      | Nuova Zelanda | 25"38 |      |
| 12   | 1        | 7      | Moe Tsuda          | Giappone      | 25"41 |      |
| 13   | 2        | 2      | Silvia Di Pietro   | Italia        | 25"42 |      |
| 14   | 1        | 1      | Julie Kepp Jensen  | Danimarca     | 25"56 |      |
| 15   | 1        | 8      | Alexandria Perkins | Australia     | 25"60 |      |
| 16   | 2        | 1      | Katerine Savard    | Canada        | 25"81 |      |

### Finale
| Pos. | Corsia | Atleta            | Nazionalità | Tempo | Note |
| ---- | ------ | ----------------- | ----------- | ----- | ---- |
|      | 3      | Torri Huske       | Stati Uniti | 24"64 |      |
|      | 4      | Margaret MacNeil  | Canada      | 24"64 |      |
|      | 5      | Zhang Yufei       | Cina        | 24"71 | =    |
| 4    | 1      | Béryl Gastaldello | Francia     | 24"85 |      |
| 5    | 2      | Mélanie Henique   | Francia     | 24"92 |      |
| 5    | 7      | Claire Curzan     | Stati Uniti | 24"92 |      |
| 7    | 6      | Maaike de Waard   | Paesi Bassi | 24"98 |      |
| 8    | 8      | Sara Junevik      | Svezia      | 25"18 |      |